# لويس ميغيل راميريز روميرو
لويس ميغيل راميريز روميرو (بالإسبانية: Luis Miguel Ramírez Romero)‏ هو سياسي مكسيكي، ولد في 29 سبتمبر 1969 في كويرنافاكا في المكسيك. حزبياً، نشط في حزب العمل الوطني. وقد انتخب عضو مجلس النواب المكسيك.